# 22630 Wallmuth
22630 Wallmuth este un asteroid din centura principală de asteroizi.

## Descriere
22630 Wallmuth este un asteroid din centura principală de asteroizi. A fost descoperit pe 22 mai 1998 la Socorro, New Mexico, în cadrul proiectului LINEAR. Asteroidul prezintă o orbită caracterizată de o semiaxă mare de 2,44 ua, o excentricitate de 0,17 și o înclinație de 4,2° în raport cu ecliptica.